# Petersgaard
Petersgaard er en gammel hovedgård 3½ km vest for Kalvehave på det sydligste Sjælland. Gården blev dannet i 1774 af skibsreder Peter Johansen, som også anlagde Petersværft ved kysten ca. 4 km sydvest for gården.
Den fredede hovedbygning er opført i 1776-1780. Petersgaard Gods er på 1495,9 hektar med Rødsbjerggaard og Højgaard.
Gården ligger i Kalvehave Sogn i Vordingborg Kommune.

## Ejere af Petersgaard
- (1670-1774) Kronen
- (1774-1798) Peter Johansen
- (1798-1799) Peter Johansens Dødsbo
- (1799-1807) Kronen
- (1807-1810) Jacob Benzon Resch
- (1810-1837) Christian Wulff
- (1837-1849) Michael Fabritius de Tengnagel
- (1849-1855) Nanna Bilsted gift (1) de Tengnagel (2) Feddersen
- (1855-1863) Hans Ditmar Frederik Feddersen
- (1863-1864) Nanna Bilsted gift (1) de Tengnagel (2) Feddersen
- (1864-1868) Peder Brønnum Scavenius
- (1868-1870) Peder Brønnum Scavenius
- (1870-1875) Ole Bernt Suhr
- (1875-1876) Ida Marie Olesdatter Suhr født Beck
- (1876-1886) Jørgen Peter Beck
- (1886-1938) Ida Marie Suhr
- (1938-1957) Jens Juel
- (1957-1972) Knud Rudolf Iuel
- (1972-2016) Peter Iuel
- (2016-) Anne Sophie Iuel